# 윌리엄 헨리 해리슨
윌리엄 헨리 해리슨(영어: William Henry Harrison, 1773년 2월 9일 ~ 1841년 4월 4일)은 미국의 9번째 대통령(1841년 3월 4일 ~ 4월 4일)이다. 23번째 대통령 벤저민 해리슨의 조부이다. 1825년 상원에 진출한 해리슨은 임기후 은퇴하여 10년동안 정계에 모습을 드러내지 않다가, 1836년 대통령 선거에서 휘그당 대통령 후보로 나가자 낙선했지만, 1840년 선거때 당선을 위해
로고송(늙은 티피커누와 존 타일러)을 사용했다.
취임식 도중 우산 없이 비를 그대로 맞아 걸린 감기가 급성 폐렴으로 이어져 취임한 지 한 달도 안 돼 세상을 떠났다. 이로써 그는 미국의 대통령 중에서 가장 짧은 한 달간의 재임 기간을 가졌다.

## 어린 시절

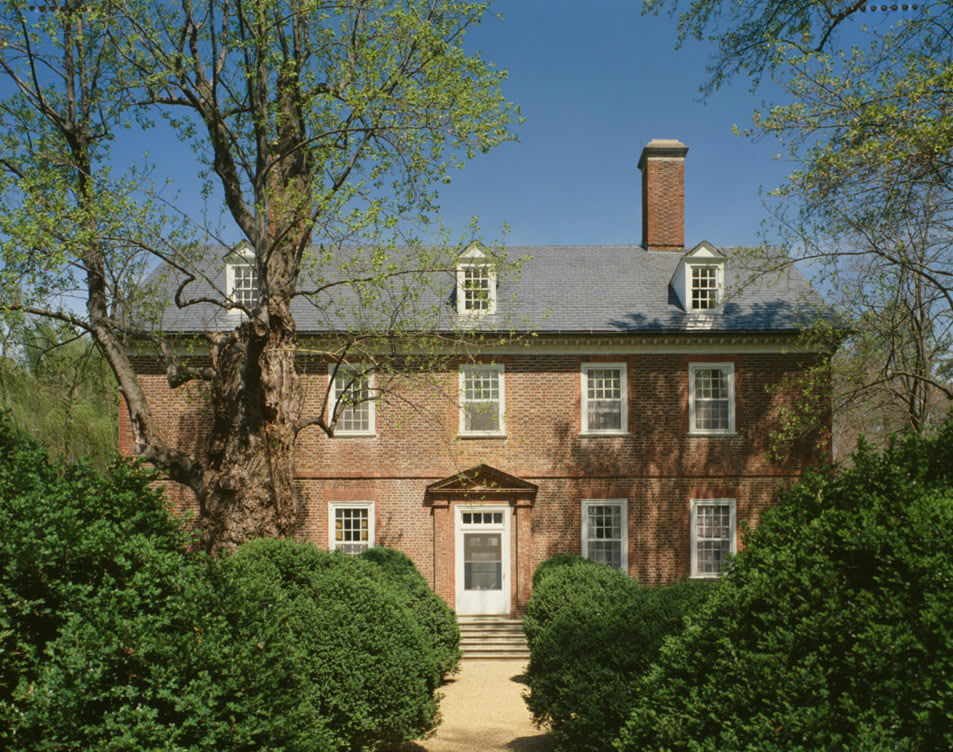
버지니아주 찰스시티군에 있는 해리슨의 생가 (현재 버클리 농원)

1773년 2월 9일 대영 제국 버지니아 식민지 버클리에서 벤저민 해리슨과 엘리자베스 바셋 해리슨의 3남 4녀 중의 막내로 태어났다. 윌리엄 헨리 해리슨은 자신의 초기 교육을 집에서 받았다. 1787년 햄프던-시드니 칼리지에 들어갔다가, 후에 펜실베이니아 대학교에 입학하여 의학을 공부하였다. 1791년 부친이 사망하자, 해리슨은 의학 공부를 그만두고 육군에 입대하였다.

## 군사와 정치적 경력

### 군인 시절
해리슨은 인디언 토벌 전쟁에 복무하여 중위로 진급되었다. 1794년 그는 그레이트 마이애미 강에서 승리로 이끄는 데 계획을 개발하였다. 해리슨은 대위로 진급되어 오하이오주 워싱턴 요새의 명령을 내렸다.

### 해리슨의 가족
워싱턴 요새에 있는 동안에 해리슨은 재판관이자 부유한 토지 투기업자 존 사이메스의 딸 애나 사이메스(1775~1864)와 결혼하였다. 해리슨 부부는 슬하 6남 4녀를 두었다. 그중에 6명은 해리슨이 대통령이 되기 전에 사망하였다. 윌리엄 헨리 해리슨은 그의 노예 딜시아와 6명의 아이를 가졌다고 한다.

### 초기 정기 입문

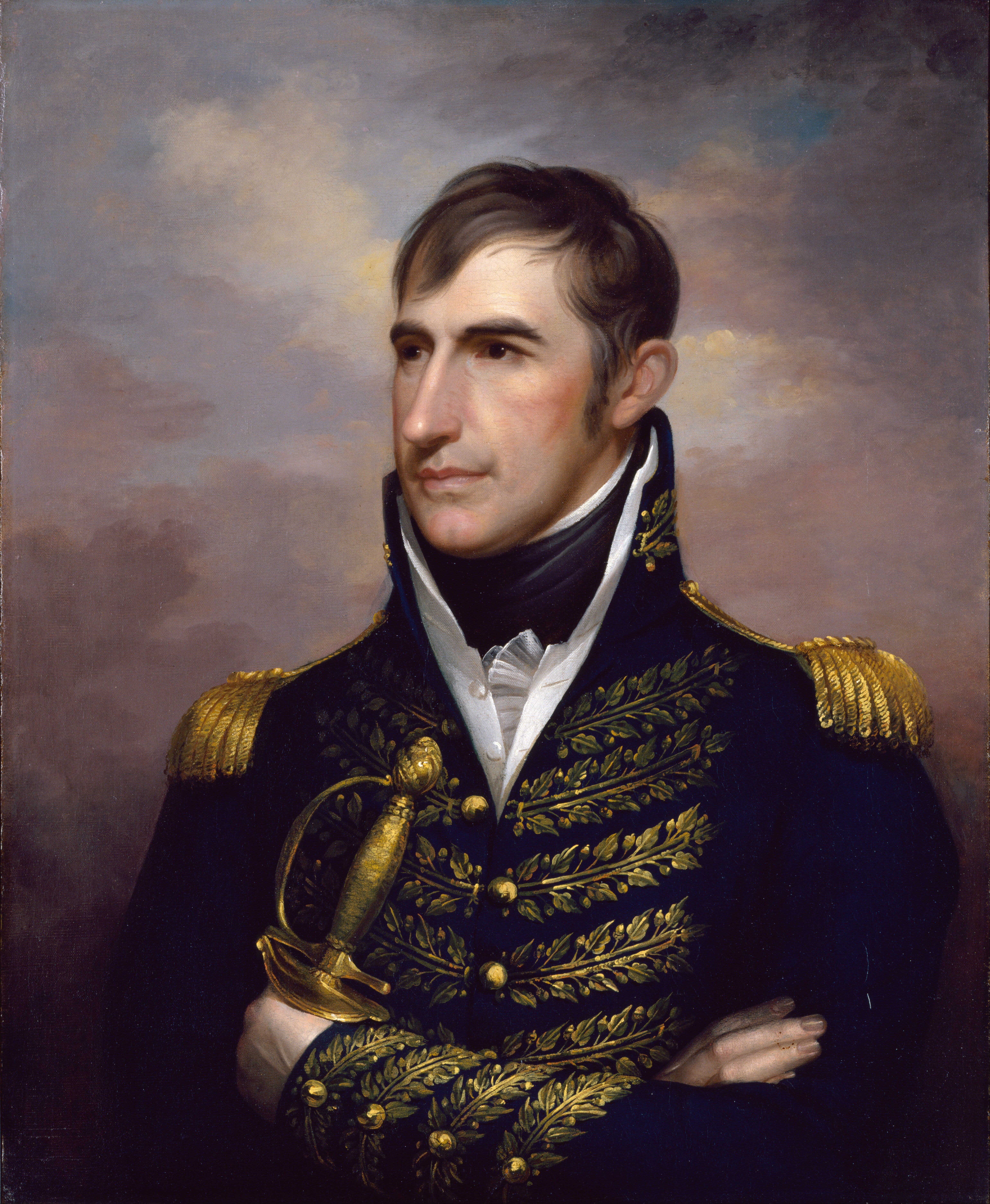
노스웨스트 준주 의회 사절단 시절의 해리슨 (1800년)

해리슨은 1798년 6월 군직을 사임하고 존 애덤스 대통령이 그를 노스웨스트 준주 영토의 장관으로 임명하였다. 1799년 해리슨은 노스웨스트 준주로부터 의회로 처음으로 선출된 대의원이었다. 의회에서 해리슨은 서부의 토지들을 가난한 사람이 사들이는 데 충분하도록 작은 부분으로 나누는 법안을 통과시키는 데 토지 개발자들을 확신시켰다.
1800년 애덤스는 해리슨을 인디애나 준주의 지사로 임명하여 12년 동안 그 직에 있었다. 지사로서 해리슨은 영토에서 인디언들의 생활의 복지를 보호하는 데 탐사하였다. 그는 인디언들에게 술 파는 것을 금지시켰고 천연두 접종하는 명령을 내렸다. 1809년 해리슨은 인디언 지도자들과 함께 화이트 강과 와바시 강에 놓인 약 2,900,000 에이커(1,170,000 헥타르)의 대지를 정착자들에게 건네주는 데 조약을 협상하였다. 많은 인디언들은 조약을 비난하였다. 그들은 쇼니 족의 추장 테쿰세 아래 연합하였다. 해리슨은 영토 시민군들의 명령을 가지고 조약지들로부터 인디언을 몰아내기 시작하였다. 1811년 11월 7일 해리슨의 증가한 군인들은 티피카누 전투에서 인디언들을 파괴시켰다.

### 육군 사령관
1812년 전쟁이 시작되자, 제임스 매디슨 대통령은 해리슨을 노스웨스트 군의 준장으로 임명하였다. 해리슨은 1813년 소장으로 진급되었다. 그해 10월에 해리슨의 군사들은 온타리오 남부에서 일어난 테임즈 전투에서 영국과 인디언의 연합군을 상대로 화려한 승리를 거두었다.

### 정계로 복귀
1814년 전쟁 장관과 불화가 생긴 후, 해리슨은 다시 군직을 사임하였다. 그는 오하이오주 노스 벤드에 있는 농장에 정착하였다. 1816년 미국 하원에 선출되었다. 그는 군 복무 당시에 군 공금을 오용한 이유로 기소당하였으나, 하원의 투자회는 잘못된 고발로 결정하였다. 유죄를 면한 해리슨은 오하이오로 돌아왔다. 1819년 그는 주립 상원에 선출되었다. 입법부는 그를 1825년 미국 상원에 선출하였다. 1828년 상원직을 사임하고 존 퀸시 애덤스 대통령에 의해 그랜 콜럼비아 주재 미국 공사로 임명되었다. 그러나 연설이 지루했던 해리슨은 외교관으로서 1년 밖에 지속하지 못하였다. 앤드루 잭슨은 1829년 그의 지지자들 가운데 하나를 해리슨을 대신하여 그 직에 임명하였다.

### 1836년과 1840년 대통령 선거
해리슨은 1836년 대통령 선거를 위한 휘그당 후보들 3명 중의 하나였다. 당은 정부의 충돌적 아이디어들을 가진 사람과 섞여 있었고 해리슨의 지지자들은 그가 당을 통합할 수 있었다고 느꼈다. 그는 73개의 투표를 이기면서 놀랍게 잘 나갔다. 민주당원 마틴 밴 뷰런은 170개의 투표와 함께 대통령에 당선되었다.
1840년 그대로 갈라진 휘그당원들은 주로 큰 동부의 도시들에 제한된 자신들의 호소를 중개하려고 하였다. 그는 다시 해리슨을 대통령 후보로 임명하고 버지니아 주의 존 타일러를 부통령 후보로 임명하였다. 해리슨은 약 147,000개의 투표를 얻어 밴 뷰런을 꺾고 대통령에 당선되었다.

## 대통령 재임

### 해리슨 내각
해리슨의 부인 애나 여사는 남편이 워싱턴 D. C.로 떠나기 전에 여행하는 데 너무 병이 들었다. 그래서 며느리 제인 어윈 해리슨이 그를 동행하였다. 그녀는 백악관의 여주인 노릇을 하였다. 해리슨이 취임식을 가진 날에 날씨는 춥고 비가 내렸다. 곧 후에 해리슨은 감기에 걸려 한달 후에 사망하는 원인이 되었다.
해리슨은 자신의 정력을 정치적 임명에 쓰는 데 보냈다. 그는 의회에서 입법 프래그램의 개발을 휘그당의 지도자 헨리 클레이에게 맡겼다.

### 캐롤라인 호 사건
해리슨이 취임한 지 1주 후에 미국은 영국과 심각한 위기에 봉착하였다. 증기선 〈캐롤라인 호〉의 미국인 선원들이 캐나다 반란군들에게 공급품을 나르는 동안에 살해되었다. 후에 버펄로의 경찰은 캐롤라인 호를 공격한 캐나다인을 체포하였다. 영국인들은 밴 뷰런이 백악관을 떠날 때까지 기다리고나서, 전쟁의 위협에 죄수들의 석방을 요구하였다. 해리슨은 사과를 한 대니얼 웹스터에게 문제를 넘겼다. 그러나 웹스터가 1842년 웹스터-애시버튼 조약을 협상할 때까지 긴장은 지워지지 않았다.

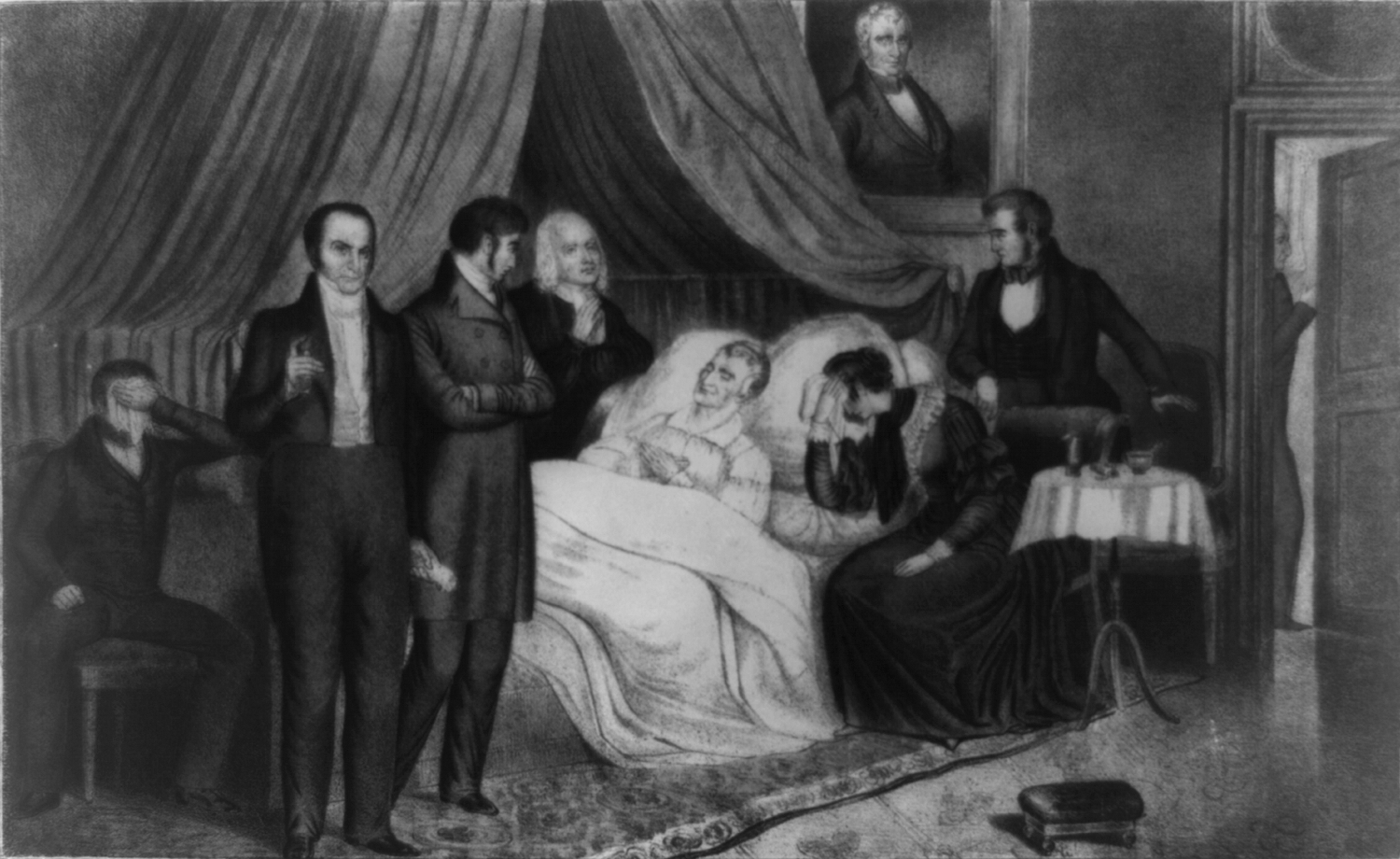
해리슨의 사망 (1841년 4월 4일)

### 사망
대통령 취임식 때 비를 맞으며 연설을 한 것이 화근이 되어, 결국 감기에 걸렸고 감기가 폐렴으로 악화되어 4월 4일 대통령 재임 31일 만에 68세의 나이에 사망하였다.
그는 오하이오주 노스 벤드에 있는 윌리엄 핸리 해리슨 툼 스테이트 메모리얼에 안장되었다.

## 같이 보기
- 테쿰세의 저주
- 미국의 대통령 목록
- 제2 정당제 (미국)

## 역대 선거 결과
| 선거명        | 직책명                            | 대수 | 정당       | 득표율  | 득표수 (선거인단)   | 결과 | 당락                      |
| ------------- | --------------------------------- | ---- | ---------- | ------- | ------------------- | ---- | ------------------------- |
| 1799년 선거   | 하원의원 (북서부 영토 광역선거구) | 6대  | 민주공화당 | 100.00% | 1표                 | 1위  | 북서부 영토 하원의원 당선 |
| 1800년 선거   | 인디애나 준주지사                 | 1대  | 민주공화당 | 100.00% | 1표                 | 1위  | 인디애나 준주지사 당선    |
| 1816년 재선거 | 하원의원 (오하이오 제1선거구)     | 14대 | 민주공화당 | 58.64%  | 3,370표             | 1위  | 오하이오주 하원의원 당선  |
| 1816년 선거   | 하원의원 (오하이오 제1선거구)     | 15대 | 민주공화당 | 57.19%  | 3,253표             | 1위  | 오하이오주 하원의원 당선  |
| 1820년 선거   | 오하이오 주지사                   | 7대  | 민주공화당 | 8.90%   | 4,348표             | 3위  | 낙선                      |
| 1822년 선거   | 하원의원 (오하이오 제1선거구)     | 18대 | 민주공화당 | 47.16%  | 2,834표             | 2위  | 낙선                      |
| 1825년 선거   | 상원의원 (버지니아 제3부)         | 19대 | 민주공화당 | 42.65%  | 58표                | 1위  | 버지니아주 상원의원 당선  |
| 1836년 선거   | 미국의 대통령                     | 8대  | 휘그당     | 36.64%  | 550,816표 (73명)    | 2위  | 낙선                      |
| 1840년 선거   | 미국의 대통령                     | 9대  | 휘그당     | 52.88%  | 1,275,390표 (234명) | 1위  |                           |